# Clinopodium sericeum
Clinopodium sericeum là một loài thực vật có hoa trong họ Hoa môi. Loài này được (C.Presl ex Benth.) Govaerts mô tả khoa học đầu tiên năm 1999.